# لینوکس-لیبره
لینوکس-لیبره (به انگلیسی: Linux-libre) نام پروژه‌ای از بنیاد نرم‌افزار آزاد آمریکای لاتین است که به نگهداری و نشر هسته‌ای صددرصد آزاد بر پایهٔ هستهٔ لینوکس می‌پردازد. بدین منظور کلیهٔ نرم‌افزارهایی که بدون کد متن در لینوکس به کار رفته‌اند یا کد متنشان تا حدودی گیج‌کننده یا پنهان است، یا از پروانه‌های غیر آزادی استفاده می‌کنند که اجازهٔ تغییر در نرم‌افزار را نمی‌دهد، یا به نوعی لازم می‌دارند که از نرم‌افزارهای ناآزاد دیگر استفاده شود، کنار گذاشته می‌شود.